# Allgemeine Deutsche Schiffszimmerer-Genossenschaft
Die Allgemeine Deutsche Schiffszimmerer-Genossenschaft eG, kurz Schiffszimmerer-Genossenschaft, ist die älteste und mit 9.000 Wohnungen eine der größten Wohnungsbaugenossenschaften in Hamburg. Sie ist hervorgegangen aus einer 1875 gegründeten Vereinigung von Schiffszimmerern, die sich, um Lohnkämpfe und schlechte Arbeitsbedingungen zu vermeiden, eine eigene Werftanlage für den Holzschiffbau einrichteten.

## Geschichte

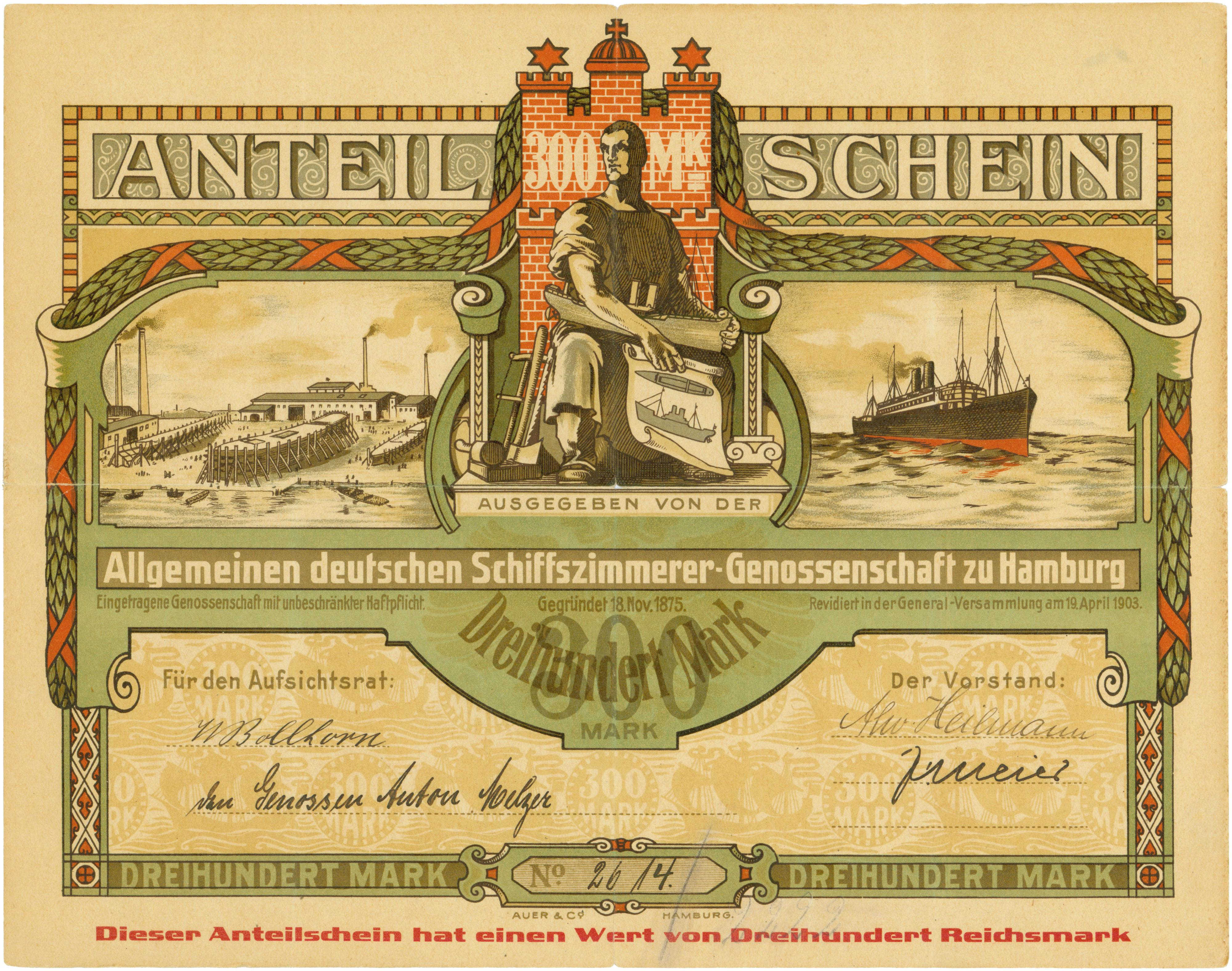
Anteilschein der Allgemeinen Deutschen Schiffszimmerer-Genossenschaft

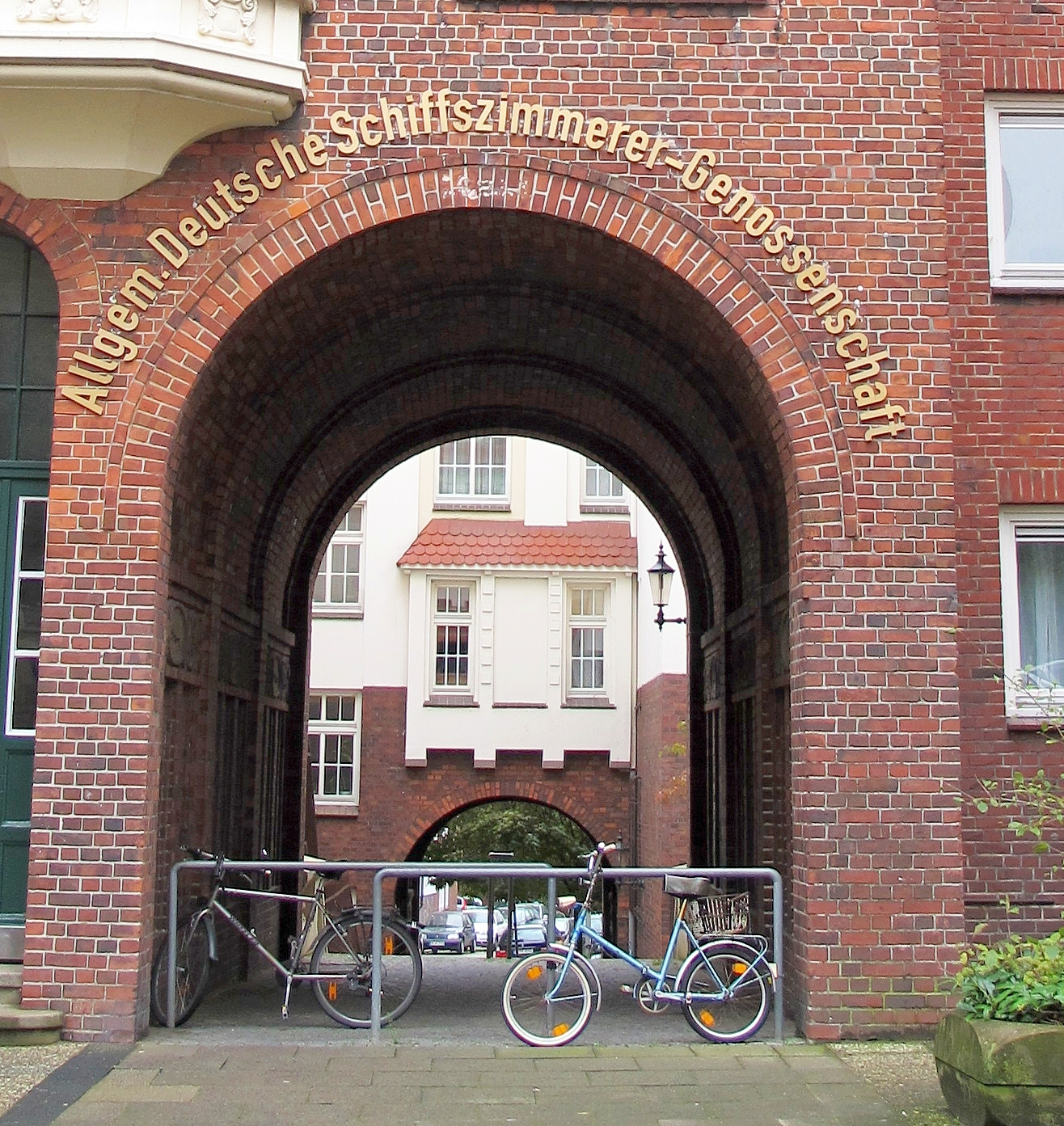
Wohnanlage der Allgemeinen Deutschen Schiffszimmerer-Genossenschaft in Hamburg

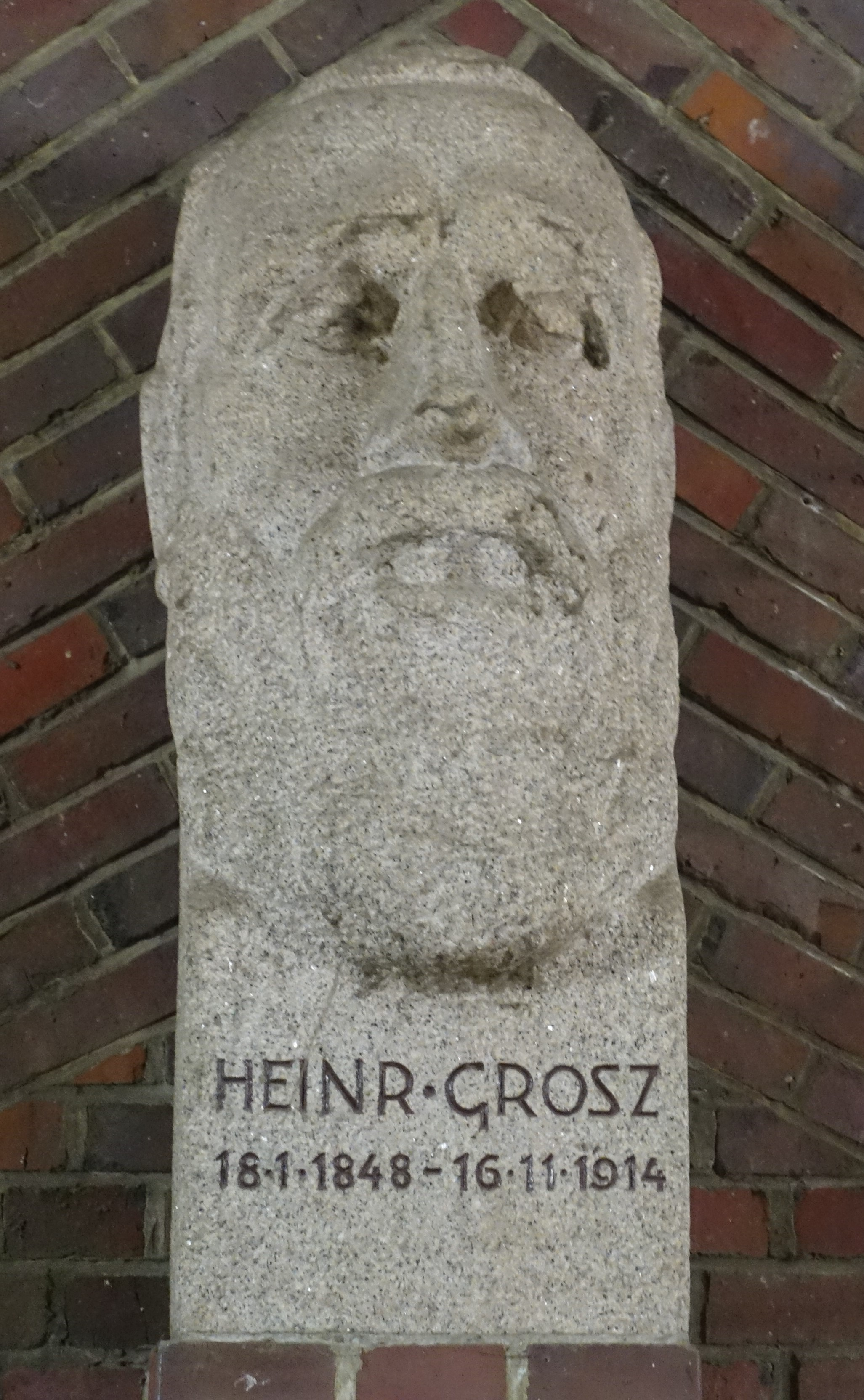
Büste des Gründers der Genossenschaft Heinrich Grosz

Nachdem der Holzschiffsbau dem Stahlschiffbau weitgehend gewichen war, veräußerten sie um die Wende zum 20. Jahrhundert ihre Werft und verwendeten den Erlös zum Kauf eines Wohnhauses für ihre Mitglieder. Der Gründer und Vorsitzender der Genossenschaft war Heinrich Grosz. Seine Büste steht im Heinrich Grosz-Hof.

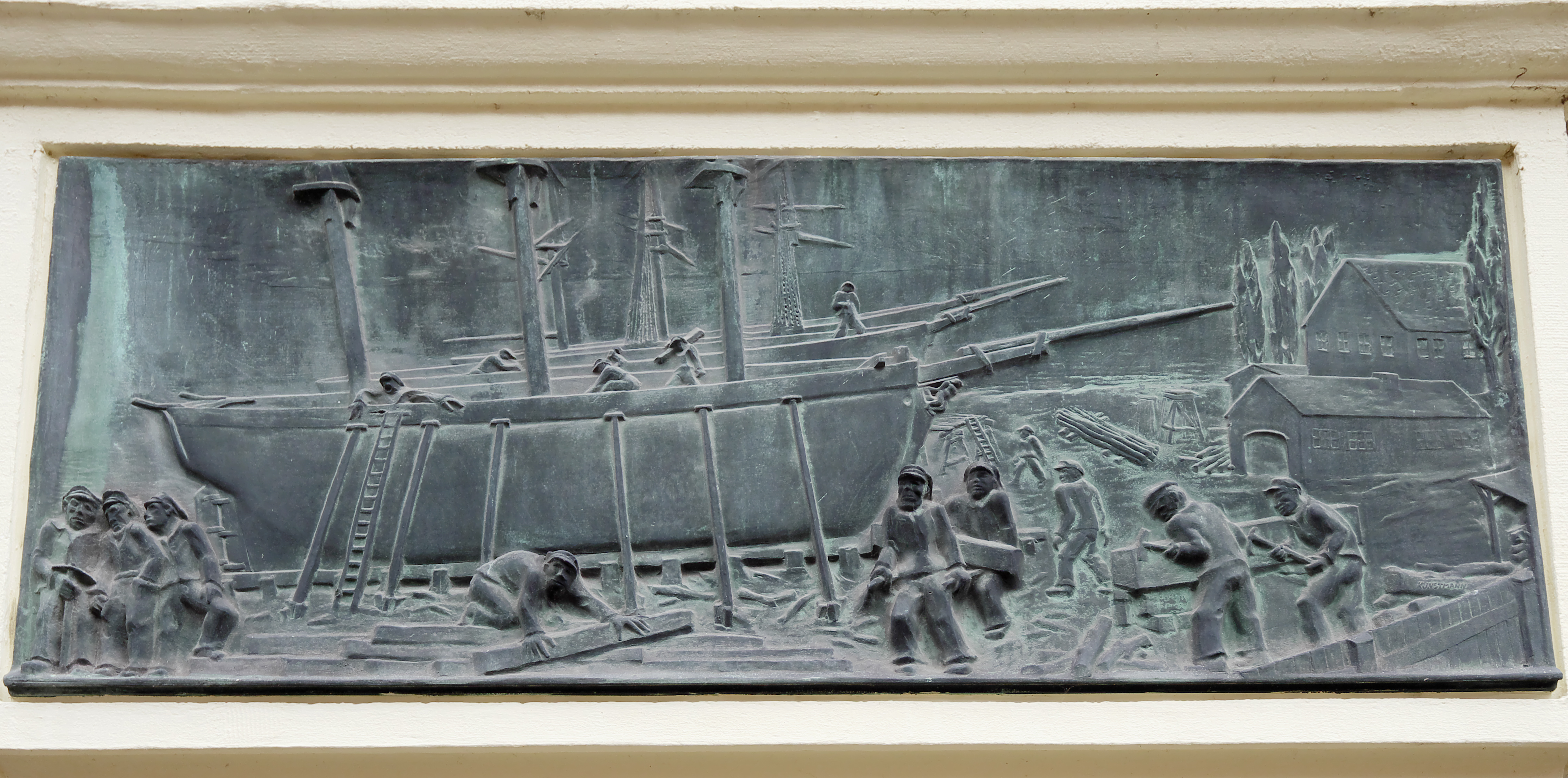
Bronzerelief am Memel-Haus am Rademachergang. Die nebenstehende Bronzetafel trägt die Aufschrift: Hamburger Schiffszimmerer haben am 18. November 1875 die Allgemeine Deutsche Schiffszimmerer Genossenschaft zum Bau von Holzschiffen gegründet. Die Genossenschaft besass eine eigene Werft. Sie stellte sich im Jahre 1890 den Bau von Wohnungen zur Aufgabe. Der Name dieses Hauses soll die Erinnerung an den ursprünglichen Zweck der Genossenschaft wachhalten. Erbaut 1935–1936. Architekten Puls und Richter. Bildhauer: Kunstmann.

Unter Beibehaltung ihres Namens erwarb die Genossenschaft mit dem inzwischen angesammelten Vermögen Grundstücke und ließen darauf für ihre Mitglieder Wohnhäuser bauen, nun allerdings nicht mehr nur für Schiffszimmerer, sondern für jedermann verbunden mit dem Erwerb von Mitgliedsanteilen.
Zunächst beschränkte sie sich beim Wohnungsbau auf das damalige Hamburger Stadtgebiet, ehe sie Anfang der 1930er Jahre im damals noch preußischen Poppenbüttel mit einem Siedlungsbauvorhaben erstmals über die Stadtgrenzen hinaus expandierte.
Wichtige Großbauvorhaben, ausschließlich Ziegelbauten, waren in der Zeit nach dem Ersten Weltkrieg in der Jarrestadt der Otto-Stolten-Hof und das Kranzhaus, in Eimsbüttel am Moorkamp, in Barmbek der Heinrich-Groß-Hof, in der Neustadt an der Wincklerstraße. In diesen Wohnbezirken richteten die Bombenangriffe der Operation Gomorrha große Schäden an, meist standen nur noch die Fassaden der Ziegelbauten.

## Gegenwart
Um die Jahreswende 2018/2019 verfügt die Schiffszimmerer-Genossenschaft in Hamburg und Umgebung über etwa 9.000 Wohnungen sowie etwa 4.000 sonstige Objekte (Stellplätze, Garagen und etwa 100 Gewerbeeinheiten) in etwa 90 Wohnanlagen.
Die Vertreterversammlung hat 200 Mitglieder, die die Aufgaben der Selbstverwaltung wahrnehmen. Diese vertreten annähernd 15.000 Mitglieder.

### Quartiersentwicklung
Die Schiffszimmerer-Genossenschaft berücksichtigt bei ihren Neubauvorhaben die demografische Entwicklung der Gesellschaft. Wesentliche Bausteine ihres inklusiven Konzepts „Mehr Quartier“ sind Barrierearmut, ambulante Versorgungsdienste und freiwilliges Engagement. In ersten Quartieren hat die Schiffszimmerer-Genossenschaft für ihre Mitglieder neue Wohnformen, zum Beispiel eine Wohngemeinschaft für Menschen mit demenzieller Erkrankung, geschaffen.